# Käsritt
Der Käsritt ist ein traditionelles Heimatfest in Großgartach (Ortsteil von Leingarten) im Landkreis Heilbronn im nördlichen Baden-Württemberg.

## Geschichte
Der Käsritt geht zurück auf die Zeit um 1534, als die Großgartacher Bauern ihr Weiderecht beim Hipfelhof hatten. Dieses Recht wurde nach Streitigkeiten über Flurschäden schließlich abgelöst, wofür die Großgartacher Bauern jährlich zwei Käselaibe erhielten, die von jungen Reitern beim Hipfelhof in Empfang genommen und zu Pferd nach Großgartach gebracht wurden, wo man den Einzug der Reiter mit einem Fest beging. An dieser Tradition hielt man bis 1835 fest.
In den Jahren nach dem Zweiten Weltkrieg gab es in Großgartach ein Überangebot an Wein, so dass Winzer und Gastwirte nach neuen Absatzmöglichkeiten suchten. Auf Anregung des Künstlers und damaligen zweiten Vorsitzenden des Großgartacher Gewerbevereins, Richard Herda-Vogel, nahm man daher 1950 die Tradition des Käsritts wieder auf. Zu den Höhepunkten des im dreijährlichen Turnus abgehaltenen Festes zählen neben dem Reiterzug auch Wettreiten und ein Festumzug. Bei den Reitwettbewerben der 1950er und 1960er Jahre kam es dabei oft zu dramatischen Szenen, wenn Rennpferde aus der Rennbahn um den Festplatz ausbrachen. Zu den Attraktionen der 1950er Jahre zählte außerdem der Nigrin-Stelzenläufer Hans Rügner, der beim Festumzug 1958 den Stuttgarter Fernsehturm darstellte.
Der Käsritt wird in der Regel im dreijährlichen Turnus vom Heimatverein Leingarten ausgerichtet. Der letzte Käsritt fand 2017 statt.